# René Dorme

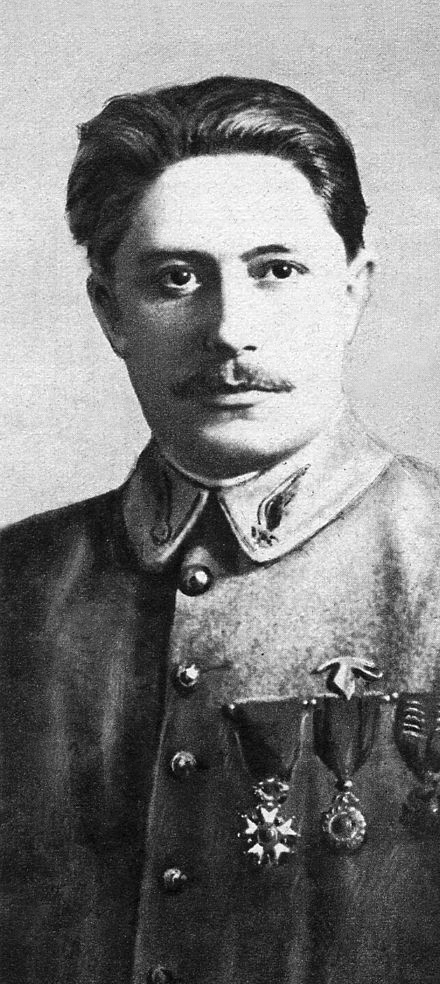
René Dorme

René Gaston Marie Dorme (* 30. Januar 1894 in Abaucourt-lès-Souppleville, Lothringen; † 25. Mai 1917 bei Reims) war ein französischer Jagdflieger und mit 23 bestätigten und bis zu 50 weiteren unbestätigten Luftsiegen einer der führenden französischen Jagdflieger während des Ersten Weltkrieges.

## Kindheit und Jugend
René Dorme war der Sohn des Bahnhofsvorstehers in Abaucourt-lès-Souppleville an der Maas in der Nähe von Verdun. René Dorme arbeitete zunächst als Gehilfe in einer Anwaltskanzlei. 1913 wurde er einberufen und gelangte nach Bizerta in Tunesien, wo er in einem Artillerieregiment (7e Groupe d’Artillerie) diente.

## Erster Weltkrieg
Bei Ausbruch des Ersten Weltkrieges war Dorme bereits Sergeant.
Sein Wunsch Flieger zu werden brachte ihn zur Militärflugschule nach Pau, wo er am 24. April 1915 seine Pilotenlizenz bekam.
René Dorme wurde zur Escadrille C 94 bei Villacoublay versetzt, die mit Caudron-Bombenflugzeugen (Caudron G-III und G-IV) ausgerüstet in der Nähe von Paris stationiert war. Dorme schlug vor, auch Nachteinsätze zu fliegen. Am 30. Juli 1915 startete er mit seinem Staffelkameraden Guiget nach Einbruch der Dämmerung in Richtung der Front bei Soissons zu einem ersten Nachteinsatz.
Bei einem weiteren Nachtflug im Januar 1916 stürzte Dorme ab und musste einige Wochen im Lazarett verbringen.
Mitte März 1916 stieß René Dorme auf eine Formation von sechs deutschen Flugzeugen, die mit Kurs Richtung Paris flogen. Er griff an und brachte eines der Flugzeuge zum Absturz. Nach diesem Erfolg wurde Dorme als Jagdflieger zur Escadrille N 95 bei Pons versetzt, wo er eine Nieuport 16 flog und kam, nachdem er einen weiteren Luftsieg erzielt hatte, im April 1916 zur Escadrille Spa 3, der berühmten « Storchenstaffel », wo sich am 9. Juli 1916 ein weiterer Luftsieg anschloss.
Am 20. Dezember 1916 musste René Dorme erneut nach einer Schussverletzung ins Lazarett und kam erst im März 1917 zur Truppe zurück.
René Dorme erzielte innerhalb eines Jahres insgesamt 23 bestätigte und 50 unbestätigte Luftsiege, von denen zumindest 43 als sicher angenommen wurden. Er brachte es auf 623 Flugstunden und überstand 120 Luftkämpfe. Er war eine der ersten französischen Piloten, der eine SPAD S.XIII flog.
Dorme, von seinen Kameraden als «l'Inimitable » oder « l'Increvable » bezeichnet, galt als beliebt und rücksichtsvoll und wurde trotz seiner Jugend wegen seiner väterlichen Art liebevoll „Papa Dorme“ genannt.
Am 25. Mai 1917 begab sich Sous-Lieutenant Dorme zusammen mit seinem Staffelkameraden Albert Deullin in der Nähe von Reims auf einen Einsatzflug. Die beiden Jagdflieger griffen zwei deutsche Aufklärungsflugzeuge an, wobei Deullin seinen Kameraden aus dem Auge verlor, der über dem Fort de la Pompelle vom deutschen Jagdflieger Heinrich Kroll angegriffen und abgeschossen wurde.
Dorme galt zunächst als vermisst, auch als nach zwei Wochen ein deutsches Flugzeug über dem Flugplatz seiner Staffel die Todesmeldung abwarf, hielt man die Meldung über seinen Tod zunächst zurück. Im Militärhistorischen Museum der Bundeswehr auf dem Flugplatz Berlin-Gatow befindet sich heute ein Zigarettenetui, welches Angehörige der JaSta 9 René Dorme offenbar nach dem Abschuss abgenommen haben. Es wurde von Franz Prinz von Thurn und Taxis mit einer Widmung versehen und an Heinrich Kroll überreicht.

## Auszeichnungen
Der Staatspräsident zeichnete ihn eigenhändig mit der Médaille Militaire aus; er wurde zum Ritter der Ehrenlegion ernannt und erhielt das Croix de guerre mit 17 Palmen.

## Abschussliste
(nur bestätigte Luftsiege)
|                    |         |                            |                      |
| Datum              | Uhrzeit | Flugzeugtyp                | Ort                  |
| 9. Juli 1916       | 13:20 h | LVG-Zweisitzer             | Peronne              |
| 28. Juli 1916      | 13:15 h | zweimotoriger Doppeldecker | Chaulnes-Roye        |
| 3. August 1916     | 14:25h  | LVG-Zweisitzer             | Maurepas             |
| 6. August 1916     | 14:10h  | LVG-Zweisitzer             | nördlich Nesles      |
| 22. August 1916    | 18:35h  | LVG-Zweisitzer             | Moislains            |
| 23. August 1916    | 10:55h  | LVG-Zweisitzer             | Marchelepot          |
| 25. August 1916    | 09:45h  | LVG-Zweisitzer             | Mesni                |
| 31. August 1916    | 17:50h  | LVG-Zweisitzer             | Manancourt           |
| 9. September 1916  | 15:30h  | LVG-Zweisitzer             | Beaulencourt         |
| 15. September 1916 | 17:20h  | Rumpler                    | Brie-Ennemain        |
| 22. September 1916 | 09:20h  | LVG-Zweisitzer             | Guyencourt           |
| 25. September 1916 | 17:15h  | LVG-Zweisitzer             | Nurlu-Liancourt      |
| 10. Oktober 1916   | 15:40h  | Aviatik                    | Peronne              |
| 16. Oktober 1916   | 16:35h  | Fokker Eindecker           | Peronne              |
| 21. Oktober 1916   | 15:20h  | Roland D                   | Barleux              |
| 16. November 1916  | 15:16h  | Rumpler                    | Marchelepot          |
| 4. Dezember 1916   | 14:25h  | Fokker Eindecker           | nördlich St. Cren    |
| 31. März 1917      | 11:00h  | AEG                        | Fismes               |
| 19. April 1917     | 14:50 h | Aufklärungsflugzeug        | Brimont              |
| 22. April 1917     | 18:30h  | Zweisitzer                 | Beaurieux-Oeuilly    |
| 29. April 1917     | 13:43h  | Albatros C                 | Fleuricourt          |
| 4. Mai 1917        | 14:05h  | Dreisitzer                 | Amifontaine          |
| 10. Mai 1917       | 10:05h  | Albatros C                 | Chivy-les-Etouvelles |